# カール・ヘンリー
カール・ファーディナンド・ハワード・ヘンリー（Carl Ferdinand Howard Henry, 1913年 - 2003年）は、アメリカ合衆国の神学者。ノーザン・バプテスト神学校とフラー神学校の教授を務めた後、1956年から12年間にわたり『クリスチャニティ・トゥデイ』誌の初代編集長を務めた。宇田進によれば、現代の福音派を代表する神学者で、スポークスマン的存在である。
日本語訳された著書としていのちのことば社より1980年に刊行された日本福音主義神学会訳編のカール・F・H・ヘンリー著『キリスト者の社会的責任 福音主義の社会倫理』があり、他にいずれも共同編集の原著が聖書図書刊行会より翻訳刊行された『神学事典』と『聖書論論集』がある。